# Messerschmitt Me 261
Messerschmitt Me 261, Adolfine – niemiecki samolot rozpoznawczy okresu II wojny światowej.

## Historia i rozwój

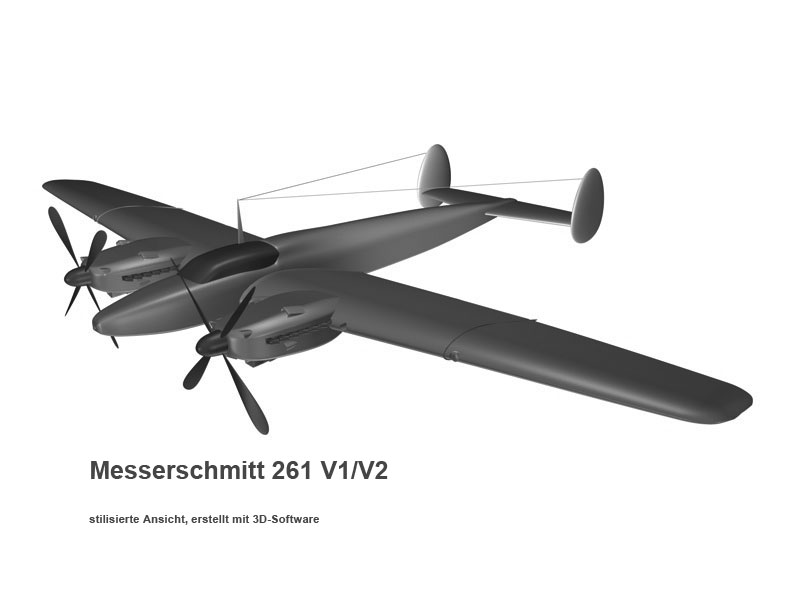
Me 261 (model 3D)

Zaprojektowany w 1937 roku jako maszyna „jednorazowego użytku” – miał przewieźć ogień olimpijski z Berlina do Tokio na igrzyska olimpijskie w 1940 roku. Prace nad trzema prototypami rozpoczęły się na początku 1939 roku, ale z powodu wybuchu wojny prace nad nim spowolniono. Ostatecznie pierwszy prototyp (Me 261V1) oblatany został 23 grudnia 1940, a drugi (Me 261V2) na wiosnę 1941 roku.
Olbrzymi zasięg zainspirował konstruktorów do przebudowy samolotów do pełnienia zadań rozpoznawczych. Okazało się jednak, że zainstalowanie systemów obronnych na wyspecjalizowanej maszynie jest zbyt skomplikowane i projekt zarzucono. Me 261V1 i V2 używane były do testowania i kalibracji różnego rodzaju sprzętu elektronicznego. W 1944 roku zostały poważnie uszkodzone podczas alianckiego bombardowania lotniska Lechfeld i został zezłomowany.
Na początku 1943 roku ukończono prace nad trzecim prototypem, Me 261V3, oznaczonym kodem radiowym BJ+CR. Od dwóch wcześniejszych różnił się silnikami Daimler Benz DB 610A-1/B-1 oraz miejscem dla dwóch dodatkowych członków załogi. Tak przekonstruowaną maszyną pilot Karl Baur 16 kwietnia 1943 roku pokonał 4473 km w ciągu 10 godzin. Przy lądowaniu podwozie złożyło się i samolot został lekko uszkodzony. Po dokonaniu niezbędnych napraw samolot został przekazany w maju 1943 do Aufklärungsgruppe O.b.d.L, stacjonującej w Oranienburgu.

## Opis techniczny
Dwusilnikowy samolot rekordowy i rozpoznawczy, średniopłat, podwozie chowane w locie, konstrukcja metalowa, kabina zakryta.
- Napęd:
  - 2 silniki Daimler Benz DB 606A/B (Me 261V1 i V2)
  - 2 silniki Daimler Benz DB 610A-1/B-1 (Me 261V3)
- Załoga:
  - 5 ludzi (Me 261V1 i V2)
  - 7 ludzi (Me 261V3)
- Wymiary:
  - Rozpiętość – 26,87 m
  - Długość – 16,68 m
  - Wysokość – 4,72 m
- Osiągi:
  - Prędkość maksymalna (Me 261V3): 620 km/h
  - Zasięg przy prędkości 400km/h: 11,000 km